# ناحیه لافایت، میشیگان
ناحیه لافایت (به انگلیسی: Lafayette Township) یک منطقهٔ مسکونی در ایالات متحده آمریکا است که در شهرستان گراتیت، میشیگان واقع شده‌است.
 ناحیه لافایت ۹۳٫۳ کیلومتر مربع مساحت و ۶۵۶ نفر جمعیت دارد و ۲۱۴ متر بالاتر از سطح دریا واقع شده‌است.